# Eberhard Seger
August Peter Eberhard Seger, född 24 augusti 1854 i Lännäs socken, Örebro län, död 22 juni 1923 i Stockholm, var en svensk uppfinnare. 
Seger är mest känd för att han skapade en dammsugare för hemanvändning under början på 1900-talet.
1907 skapade amerikanen Murray Spangler den första lätthanterliga dammsugaren med fläkt och påse. Detta patent köptes sedan av William Hoover. Tre år efter Spangler, 1910, tog Seger svenskt patent på dammsugaren och började då tillverka en variant av den amerikanska modellen av märket Santo. Den kallades Salus L 3.585 och tillverkades i Sverige av företaget AB Lux, som senare blev Electrolux.
Seger konstruerade även en ångturbin med dubbelrotation, alltså en turbin med dubbla roterande turbinhjul som snurrar åt varsitt håll. Den fick ingen större praktisk användning, men var en föregångare till den så kallade Ljungströmturbinen.